# 林地站
林地站（羅馬化：Polyanka）是莫斯科地鐵謝爾普霍夫－季米里亞澤夫線的一個車站，開通於1986年。林地站曾是電影的拍攝場景之一。